# Sünna
Sünna ist ein Ortsteil der Einheitsgemeinde Unterbreizbach im Wartburgkreis in Thüringen.

## Lage
Die geographische Höhe des Ortes Sünna beträgt 296 m ü. NN. Westlich des Ortes findet sich der Ulsterberg, östlich der Oechsen- und der Dietrichsberg.

## Geschichte
Sünna wurde am 15. Februar 1001 als Sinna erstmals urkundlich erwähnt. Im Mittelalter wurde die in günstiger Lage befindliche Kirche befestigt. In der Kirchhofsmauer befinden sich noch Schießscharten. Die Kirche wird seit 1525 von einer evangelisch-lutherischen Gemeinde genutzt und erhielt 1562 erstmals eine evangelische Pfarrstelle. Sünna gehörte zu dem seit 1406 teilweise bzw. ab 1648 komplett hessischen Amt Vacha und kam mit diesem 1816 zum Großherzogtum Sachsen-Weimar-Eisenach. Seit 1920 gehörte der Ort zum Freistaat Thüringen.
Am 23. Juni 1975 kam es nach einer unterirdischen Bergwerkssprengung zu einem Beben der Stärke 5,2 Mw. Neben anderen Gebäuden wurde dabei auch die Dorfkirche schwer beschädigt. Im selben Jahr wurden die Hofgemeinden Deicheroda, Mühlwärts, Hüttenroda und Mosa auf Beschluss des Rates des Kreises Bad Salzungen nach Sünna eingemeindet. Sünna schloss sich am 1. August 1996 durch gemeinsamen Vertrag mit den Orten Pferdsdorf und Unterbreizbach zur neuen Einheitsgemeinde Unterbreizbach zusammen und verlor dadurch seine politische Selbstständigkeit.

## Wappen
Das Wappen wurde vom Heraldiker Uwe Reipert gestaltet und wurde am 25. Mai 1993 genehmigt.
Blasonierung: „Von Silber und Grün schrägrechts gespalten; oben eine rote fünfblättrige Rose, in deren Mitte ein goldenes, mit einem schwarzen Hochkreuz belegtes Herz; unten eine halbierte silberne Radachse.“
Die Gemeinde Sünna liegt an einer der bedeutendsten alten Handelsstraßen, an der einstigen Hauptachse Mainz bzw. Frankfurt – Erfurt bzw. Leipzig. Diese entwicklungsgeschichtlich prägende Besonderheit findet im Wappen durch die Darstellung einer halben Radachse ihren Ausdruck. Die im Wappen erscheinende Rose versinnbildlicht mit ihren fünf Blütenblättern die Verbundenheit der fünf Ortsteile der Gemeinde. Sie ist eine Form der Lutherrose. Darüber hinaus weist sie auf die konfessionelle evangelische Bindung des Ortes hin. Bereits 1525 wurde der erste evangelische Pfarrer in das Sünnaer Kirchenamt eingeführt.

## Wirtschaft und Infrastruktur
Sünna liegt an der L2604, die die Verbindung nach Unterbreizbach und Philippsthal bildet, und der Bundesstraße 84 von Hünfeld nach Vacha. Am Ortsausgang Richtung Vacha befindet sich seit 1996 ein Gewerbegebiet. Im Ortsteil Mühlwärts liegt der 1955 abgeteufte Schacht II des Werks Unterbreizbach von K+S.
Der Haltepunkt Sünna lag an der Bahnstrecke Bad Salzungen–Unterbreizbach.
In Sünna befindet sich die Grundschule der Gemeinde Unterbreizbach und eine Kindertagesstätte.
Dem Fußballverein TSV 'Grün-Weiß' 1906 Sünna steht ein Naturrasen- und ein Kunstrasenplatz zur Verfügung.

## Sehenswürdigkeiten

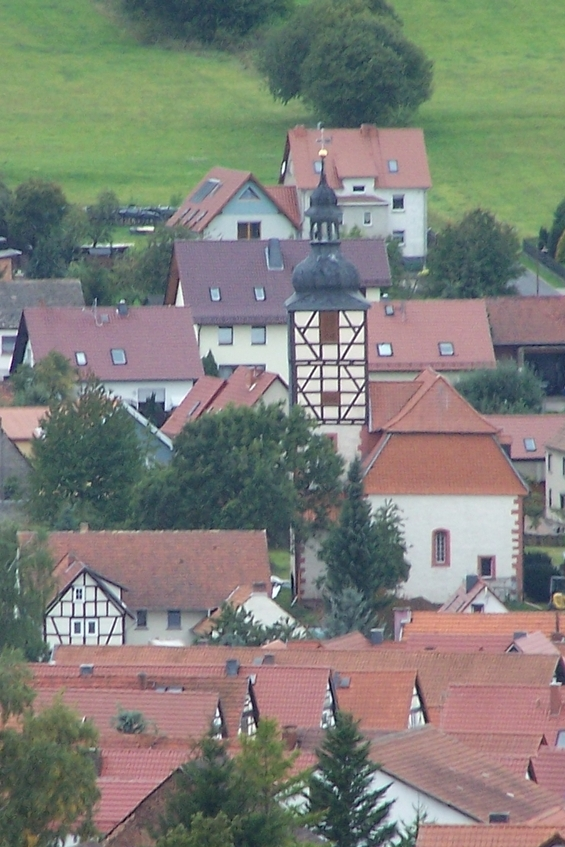
Kirche Sünna

- Dorfkirche Sünna[13], erbaut um das Jahr 1100, eine seltene Bilderkirche[14]

## Persönlichkeiten
- Herbert Pforr (1931–2025), Bergingenieur und Museumsleiter